# Nesticus pecki
Nesticus pecki là một loài nhện trong họ Nesticidae.
Loài này thuộc chi Nesticus. Nesticus pecki được miêu tả năm 2005 bởi Hedin & Dellinger.